# Bobby Wells
Robert Wells, detto Bobby (15 maggio 1961), è un ex pugile britannico.

## Palmarès
- Giochi olimpici

Los Angeles 1984: bronzo nei pesi super-massimi.